# Nom des éléments chimiques
Vous lisez un « bon article » labellisé en 2017.
Ne doit pas être confondu avec Nom d'élément.

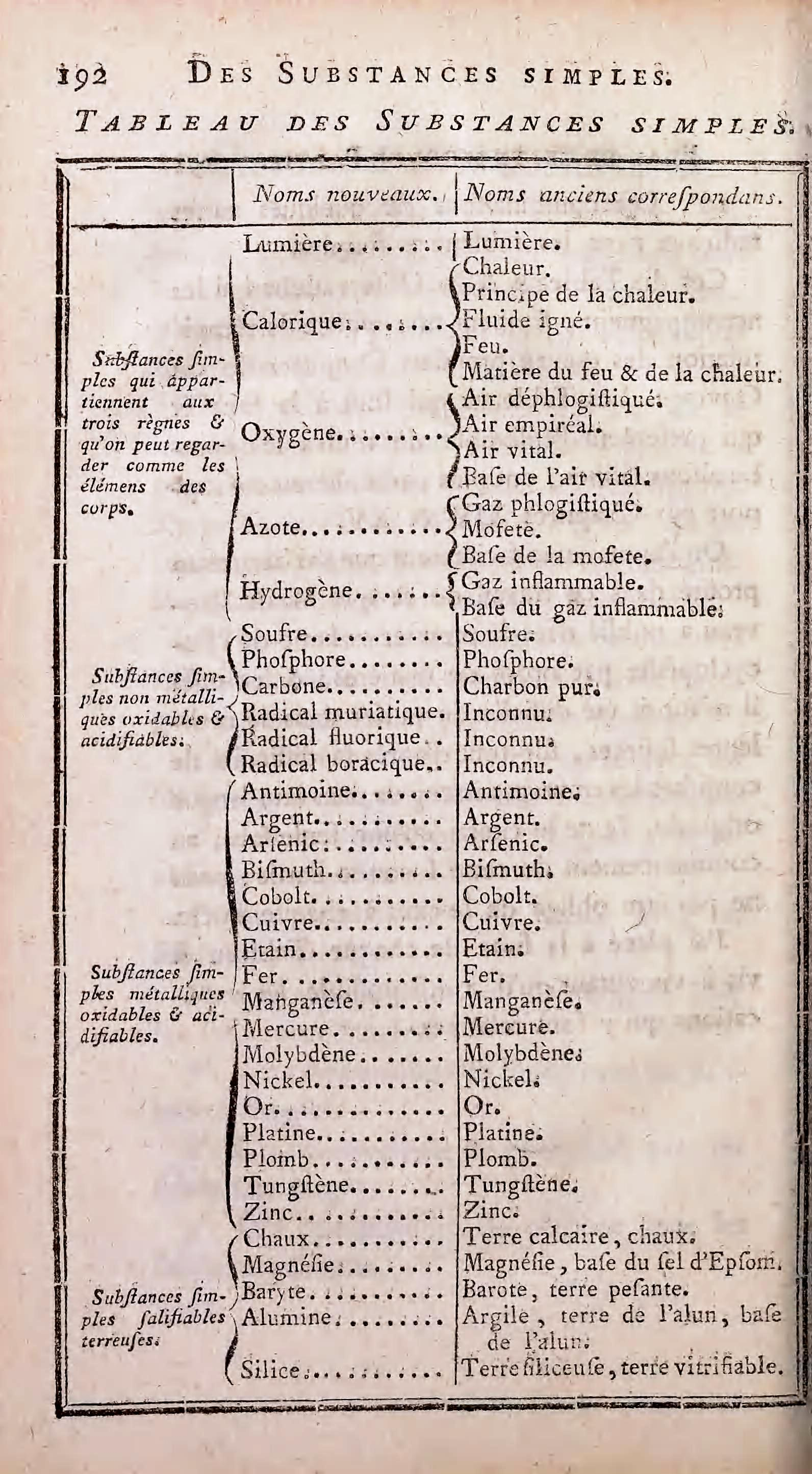
Les substances simples d'Antoine Lavoisier (Traité élémentaire de chimie).

Le nom des éléments chimiques, tel qu’il apparaît dans le tableau périodique, provient de sources diverses. Chaque dénomination peut dériver d’un toponyme, du nom d’une des propriétés de l’élément, d’un minéral, d’un objet céleste, d’une personnalité scientifique, ou encore d’une référence mythologique. Certaines dénominations ont parfois changé au fil du temps, la succession d'annonces de découvertes et l'absence d’une instance de recommandation reconnue conduisant à quelques controverses. L'Union internationale de chimie pure et appliquée, fondée en 1919, acquiert en 1947 l'autorité pour nommer un élément récemment découvert. Depuis la guerre des transfermiens, qui, des années 1960 à 1997, a opposé des équipes de chercheurs au sujet de l'attribution des noms des éléments chimiques suivant le fermium, les éléments hypothétiques ou récemment découverts reçoivent un nom et un symbole dérivés de leur numéro atomique. L'acquisition d'un nom définitif doit également suivre une procédure spécifique et le nom être issu de celui d'un concept mythologique ou d'un personnage, d'un minéral ou d'une substance semblable, d'un lieu ou d'une région géographique, d'une propriété de l'élément, ou d'un scientifique.

## Éléments connus et définition
Le concept d'élément a évolué au cours de l’histoire des sciences. Dans la Grèce antique, le philosophe Aristote définissait les éléments comme des propriétés déterminées et fondamentales, et non comme des substances. Le terme renvoyait aux quatre éléments : l'air, le feu, l'eau et la terre, et aux principes alchimiques qui s’imposèrent bien au-delà du Moyen Âge. En 1661, dans son traité The Sceptical Chymist, le chimiste et physicien irlandais Robert Boyle rejette les théories de la composition de la matière basées sur les quatre éléments, et définit le concept d'élément comme un corps composé d'aucun autre. En 1789, l’ouvrage Traité élémentaire de chimie d’Antoine Lavoisier sonne le glas de l’alchimie, en définissant les éléments comme des substances simples indivisibles ou considérées comme telles,. À partir de la fin du XVIIIe siècle, chaque élément chimique est défini comme un corps simple constitué d'atomes possédant le même poids atomique, puis, au début du XXe siècle, le même nombre de protons dans son noyau atomique,.
Depuis le 28 novembre 2016, le tableau périodique des éléments présente 118 éléments chimiques reconnus par l'UICPA. Dans ce tableau, les éléments sont classés par numéro atomique croissant.

| 1H Hydrogène  |                |   |                |                   |                   |                  |                 |                |                  |                  |                 |                   |                  |                 |                 |                   |                | 2He Hélium      |
| 3Li Lithium   | 4Be Béryllium  |   |                |                   |                   |                  |                 |                |                  |                  |                 |                   | 5B Bore          | 6C Carbone      | 7N Azote        | 8O Oxygène        | 9F Fluor       | 10Ne Néon       |
| 11Na Sodium   | 12Mg Magnésium |   |                |                   |                   |                  |                 |                |                  |                  |                 |                   | 13Al Aluminium   | 14Si Silicium   | 15P Phosphore   | 16S Soufre        | 17Cl Chlore    | 18Ar Argon      |
| 19K Potassium | 20Ca Calcium   |   | 21Sc Scandium  | 22Ti Titane       | 23V Vanadium      | 24Cr Chrome      | 25Mn Manganèse  | 26Fe Fer       | 27Co Cobalt      | 28Ni Nickel      | 29Cu Cuivre     | 30Zn Zinc         | 31Ga Gallium     | 32Ge Germanium  | 33As Arsenic    | 34Se Sélénium     | 35Br Brome     | 36Kr Krypton    |
| 37Rb Rubidium | 38Sr Strontium |   | 39Y Yttrium    | 40Zr Zirconium    | 41Nb Niobium      | 42Mo Molybdène   | 43Tc Technétium | 44Ru Ruthénium | 45Rh Rhodium     | 46Pd Palladium   | 47Ag Argent     | 48Cd Cadmium      | 49In Indium      | 50Sn Étain      | 51Sb Antimoine  | 52Te Tellure      | 53I Iode       | 54Xe Xénon      |
| 55Cs Césium   | 56Ba Baryum    | ✱ | 71Lu Lutécium  | 72Hf Hafnium      | 73Ta Tantale      | 74W Tungstène    | 75Re Rhénium    | 76Os Osmium    | 77Ir Iridium     | 78Pt Platine     | 79Au Or         | 80Hg Mercure      | 81Tl Thallium    | 82Pb Plomb      | 83Bi Bismuth    | 84Po Polonium     | 85At Astate    | 86Rn Radon      |
| 87Fr Francium | 88Ra Radium    | ✱ | 103Lr Lawrenc. | 104Rf Rutherford. | 105Db Dubnium     | 106Sg Seaborgium | 107Bh Bohrium   | 108Hs Hassium  | 109Mt Meitnérium | 110Ds Darmstadt. | 111Rg Roentgen. | 112Cn Copernicium | 113Nh Nihonium   | 114Fl Flérovium | 115Mc Moscovium | 116Lv Livermorium | 117Ts Tennesse | 118Og Oganesson |
|               |                | ↓ |                |                   |                   |                  |                 |                |                  |                  |                 |                   |                  |                 |                 |                   |                |                 |
|               |                | ✱ | 57La Lanthane  | 58Ce Cérium       | 59Pr Praséodyme   | 60Nd Néodyme     | 61Pm Prométhium | 62Sm Samarium  | 63Eu Europium    | 64Gd Gadolinium  | 65Tb Terbium    | 66Dy Dysprosium   | 67Ho Holmium     | 68Er Erbium     | 69Tm Thulium    | 70Yb Ytterbium    |                |                 |
|               |                | ✱ | 89Ac Actinium  | 90Th Thorium      | 91Pa Protactinium | 92U Uranium      | 93Np Neptunium  | 94Pu Plutonium | 95Am Américium   | 96Cm Curium      | 97Bk Berkélium  | 98Cf Californium  | 99Es Einsteinium | 100Fm Fermium   | 101Md Mendélév. | 102No Nobélium    |                |                 |

## Histoire

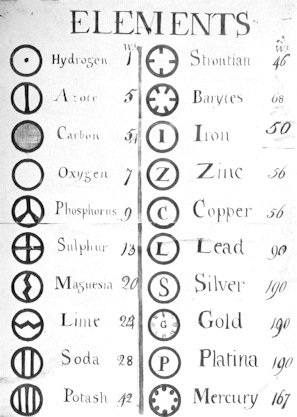
Les symboles de différents éléments chimiques par John Dalton (en).

Avant 1789, le latin et le grec ancien servent couramment à nommer les éléments. Cet usage persiste dans les symboles de certains éléments comme celui du mercure, Hg du grec ancien « ὑδράργυρος, hydrárguros » ou celui de l'or, Au, du latin « aurum ». À la fin du XVIIIe siècle, Antoine Lavoisier popularise l'emploi des noms des éléments[pas clair] comme base pour la nomenclature des composés chimiques. Après avoir présenté une réforme de la nomenclature chimique à l'Académie des sciences française en 1787 aux côtés de Claude-Louis Berthollet, Antoine-François Fourcroy et Louis-Bernard Guyton de Morveau, il fixe en 1789, dans son Traité élémentaire de chimie, le nom de 33 substances simples qu'il considère comme indivisibles (il s'avérera que certaines de ces substances ne sont pas des éléments au sens moderne, comme la lumière, le calorique et des oxydes). Dans A New System of Chemical Philosophy (publié entre 1808 et 1827), John Dalton propose un système de symboles chimiques différant des symboles alchimiques. Dans son système, chaque symbole d'un élément est un caractère particulier. En 1813, Jöns Jacob Berzelius propose d'utiliser des lettres issues des noms latins des éléments pour leur symbole : l'emploi de lettres plutôt que de symboles particuliers facilite l'écriture et l'impression,,. La dénomination systématique, permettant de nommer des éléments non découverts ou non confirmés, est mise en place en 1978 durant la guerre des transfermiens,.
Les noms des éléments varient selon les époques et les usages : des noms ont été proposés lors d'annonces de découverte de certains éléments par la suite invalidées (par exemple « illinium » en 1926 pour le prométhium ou « virginium » en 1931 pour le francium), ; un nom peut aussi avoir été utilisé pour deux éléments ou identifiés comme tels (« actinium » a ainsi été utilisé pour un élément hypothétique avant de désigner l'élément 89 et « plutonium » a initialement renvoyé au baryum avant de faire référence à l'élément 94) ; plusieurs noms pour un même élément, d'origines différentes, peuvent également être en usage au même moment (c'est le cas pour l'élément 41 appelé « niobium » et « columbium » ou de l'élément 104 connu sous les noms « rutherfordium » et « kurchatovium » durant la guerre des transfermiens),.
Il a été initialement considéré que le découvreur d'un élément possédait de fait le droit de le nommer. Cependant, en 1947 à Londres, dans le cadre d'une conférence de l'Union internationale de chimie (International Union of Chemistry en anglais), la décision est prise de donner à la Commission pour la nomenclature en chimie inorganique de l'Union internationale de chimie pure et appliquée (UICPA) le droit de recommander un nom pour un élément chimique nouvellement découvert au Conseil de l'UICPA, qui prend la décision finale. L'UICPA a ainsi autorité pour choisir le nom d'un élément, les découvreurs disposant uniquement du droit de suggérer un nom à l'institution (droit reconnu en 1990 et confirmé en 2005). Ainsi, en 1949 à Amsterdam, lors de sa quinzième conférence, la commission fixe le nom des éléments de numéros atomiques 4, 41, 43, 63, 71, 72, 74, 85, 87, 91, 93, 94, 95 et 96, dont certains avaient alors deux noms en usage (de fait, elle ne retient pas « glucinium » et « columbium » respectivement pour les éléments de numéros atomiques 4 et 41, au profit de « béryllium » et « niobium »). À partir de 2002, le rôle de la Commission pour la nomenclature en chimie inorganique est confié à la Division de chimie inorganique de l'UICPA,,.
L'adoption définitive du nom d'un élément récemment découvert suit désormais une procédure particulière : après validation de la découverte par un groupe de travail de l'UICPA et de l'Union internationale de physique pure et appliquée (UIPPA), le président de la Division de chimie inorganique convie les découvreurs à partager un nom (et un symbole associé) ; la proposition est ensuite étudiée par la Division de chimie inorganique en prenant en compte l'avis de l'UIPPA et de personnalités d'organisations intéressées et en liaison avec les découvreurs dans le cas où une nouvelle proposition serait nécessaire ; à la fin de l'étude, le président de la Division de chimie inorganique livre une recommandation concernant le nom de l'élément considéré au Conseil de l'UICPA pour approbation,. Les recommandations de 2016 de l'UICPA précisent que le nom définitif doit refléter sa position dans le tableau périodique (le nom définitif d'un nouvel élément du groupe 18 doit ainsi posséder le suffixe « -on »), règle qui n'est pas nécessaire pour les noms temporaires.

## Étymologie des noms reconnus
La majorité des noms des éléments sont issus de ceux de scientifiques, de lieux, d'objets astronomiques, de minéraux, de propriétés ou de mythologies. C'est également le cas pour les noms des éléments récemment découverts, l'Union internationale de chimie pure et appliquée imposant qu'ils soient issus d'un de ces domaines, c'est-à-dire d'après « un concept mythologique ou un personnage (y compris un objet astronomique), un minéral ou une substance semblable, un lieu ou une région géographique, une propriété de l'élément ou un scientifique ». Le nom et son symbole doivent également être différents de ceux donnés à un autre élément (pour exemples, le nom hahnium ayant été utilisé pour désigner le dubnium lors de la guerre des transfermiens, il ne peut être réutilisé, de même pour le symbole Cp, utilisé pour le cassiopeium),. Quelques noms d'éléments n'appartiennent pas à un des domaines précités ou ont une origine incertaine, comme l'arsenic.

### D'après des personnalités éponymes

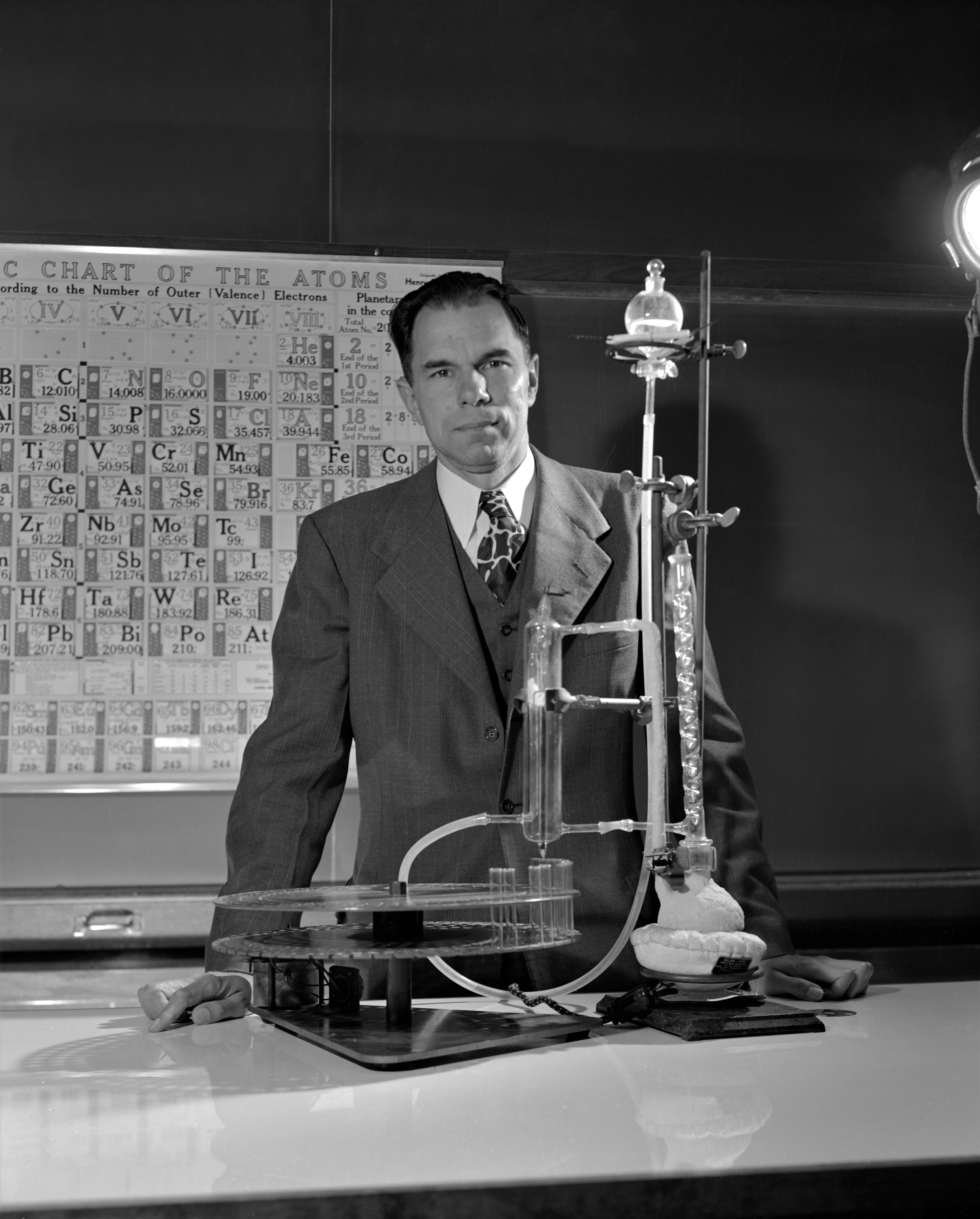
Glenn Theodore Seaborg, éponyme du seaborgium.

Les éléments chimiques sont souvent nommés d'après des personnes. Cependant, très peu sont nommés d'après leurs découvreurs ou des personnes vivantes. L'élément 106, le seaborgium, a néanmoins été nommé d'après Glenn Theodore Seaborg, qui était en vie à ce moment,, tout comme l'élément 118 est nommé oganesson d'après Iouri Oganessian, également encore en vie lorsque l'élément a été nommé,. Il a également été suggéré que Lecoq de Boisbaudran a appelé l'élément gallium qu'il a découvert d'après la première partie de son nom, bien qu'il ait déclaré l'avoir nommé « en l'honneur de la France » : en effet, « le coq » se dit gallus en latin,. De plus, de nombreux éponymes des transfermiens (éléments avec des numéros atomiques supérieurs à 100) sont des lauréats du prix Nobel. Il s'agit du lawrencium (d'après Ernest Orlando Lawrence), du rutherfordium (d'après Ernest Rutherford), du seaborgium (d'après Glenn Theodore Seaborg), du bohrium (d'après Niels Bohr), du roentgenium (d'après Wilhelm Röntgen), du fermium (d'après Enrico Fermi), l'einsteinium (d'après Albert Einstein) et du curium (d'après Pierre et Marie Curie). Ce n'est cependant pas le cas du mendélévium (nommé d'après Dmitri Mendeleïev), du nobélium (nommé d'après Alfred Nobel) ni du copernicium (nommé d'après Nicolas Copernic),,. On trouve parmi d'autres éléments nommés d'après des personnes le meitnérium (d'après Lise Meitner) et le gadolinium (dérivé de gadolinite, elle-même nommée d'après Johan Gadolin),. Par ailleurs, le samarium est nommé d'après la samarskite, elle-même nommée d'après Vassili Samarski-Bykhovets.

### D'après des toponymes

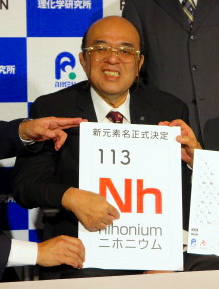
Kōsuke Morita le 1 décembre 2016 lors d'une conférence annonçant l'approbation du nom nihonium, nommé d'après le nom usuel du Japon Nihon.

Des éléments chimiques sont nommés d'après des lieux terrestres. Quatre le sont à partir de pays existant en 2017 – polonium (d'après la Pologne,), francium (d'après la France,), germanium (d'après l'Allemagne,, le seul des quatre qui possède des isotopes stables et est présent autrement que sous forme de traces sur Terre) et nihonium (d'après le Japon, voir infra) – tandis que l'américium est nommé d'après les Amériques, lieu où il a été synthétisé pour la première fois,. D'autres éléments sont nommés à partir d'États modernes ou de villes, comme le berkélium et le californium nommés respectivement d'après la ville et l'État où ils ont été découverts, et le dubnium, nommé de manière similaire d'après Doubna,.
De nombreux lieux de Scandinavie ont donné des noms d'éléments. L'yttrium, le terbium, l'erbium et l'ytterbium sont tous nommés d'après le village suédois d'Ytterby et l'holmium d'après le nom de la ville natale de son découvreur, Per Teodor Cleve : la capitale suédoise Stockholm, « Holmia » en latin,. Le scandium est dérivé du mot bas latin Scandinavia et thulium est nommé d'après la mythique Thulé pour la même région,,,.
Un certain nombre d'éléments sont nommés d'après le nom latin de divers lieux. L'élément ruthénium est nommé à partir de la Ruthénie,. Le lutécium est nommé d'après Lutèce (Lutetia en latin), le nom antique  de Paris, et le hafnium est nommé d'après Hafnia, le nom latin de Copenhague,. Le nom cuivre est dérivé d'un nom latin de Chypre lui même issu du grec ancien Kupros (« Κύπρος ») qui signifie cuivre,.
Les noms magnésium et manganèse dérivent tous deux de la région grecque de Magnesia,.
Le 8 juin 2016, l'Union internationale de chimie pure et appliquée propose que l'ununtrium (élément 113), l'ununpentium (l'élément 115) et l'ununseptium (élément 117) soient nommés respectivement « nihonium », « moscovium » et « tennessine » (en anglais, « tennesse » en français), d'après le nom japonais usuel du Japon : Nihon (日本), l'actuelle (2017) capitale russe, Moscou, et l'État américain du Tennessee. Ces trois noms sont adoptés le 28 novembre de la même année,.

### D'après des objets célestes
Quelques éléments sont nommés d'après des corps astronomiques dont des lunes, des planètes naines et des planètes. L'uranium, le neptunium et le plutonium ont été respectivement nommés d'après les planètes Uranus, Neptune et Pluton (bien que Pluton ne soit plus considérée comme une planète),,. Le nom du sélénium dérive de Selḗnē, le nom de la Lune en grec ancien (Σελήνη). Le cérium est nommé d'après l'astéroïde (et aujourd'hui planète naine) (1) Cérès, et le palladium d'après (2) Pallas. L'hélium est nommé d'après Hélios, le nom grec du Soleil,, car c'est dans cet astre que cet élément a été découvert.

### D'après des minéraux
Beaucoup d'éléments sont nommés à partir des minéraux dans lesquels ils sont trouvés tels le calcium, le sodium et le potassium respectivement nommés d'après le latin calx (chaux), la soude et la potasse. Le silicium est nommé d'après le latin silex (silex),.

### D'après des propriétés

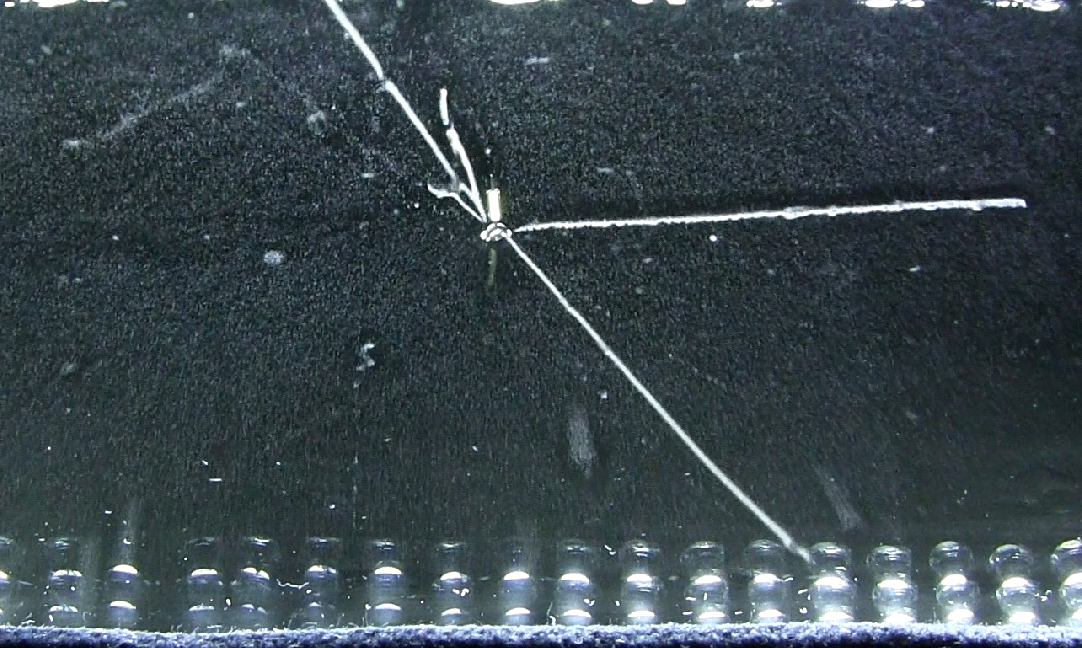
Désintégration d'un atome de radium (^{226}Ra) dans une chambre à brouillard révélant son caractère radioactif, propriété à l'origine de son nom.

Les noms de certains éléments trouvent leur origine dans l'une de leurs propriétés. L'utilisation de la couleur d'un élément, d'une raie caractéristique de son spectre ou de certains de ses composés pour le nommer est ainsi répandue, : le mot chlore vient du grec ancien χλωρός, khlôros signifiant « vert pâle » (la couleur du gaz),, le mot praséodyme vient du grec ancien πράσιος, prásios didymos signifiant « jumeau vert »,, le mot rubidium vient du latin rubidius signifiant « rouge le plus profond » (de par son spectre),, l'indium a été nommé d'après l'indigo qui se retrouve dans son spectre,, le chrome dérive du grec ancien χρῶμα, khrỗma pour « couleur » (les sels de chrome ayant des couleurs variées), et le rhodium est issu du grec ancien ῥόδον, rhodon pour « rose » de par la couleur de sels de l'élément en solution,.
D'autres propriétés sont également utilisées : dysprosium vient du grec ancien δυσπρόσιτος, dysprositos signifiant « difficile à atteindre »,, osmium vient du grec ancien ὀσμή, osmê pour « odeur » et actinium, radon et radium dérivent du grec ancien ἀκτῖνος, aktínos, et du latin radius pour « rayonnement, rayon »,. L'astate est nommé sur le grec ancien άστατος, astatos pour instable, ne possédant aucun isotope à longue période radioactive,. Enfin, les noms des gaz nobles néon, argon, krypton et xénon sont issus du grec ancien pour respectivement, « nouveau », « inactif », « caché » et « étrange »,.

### D'après la mythologie

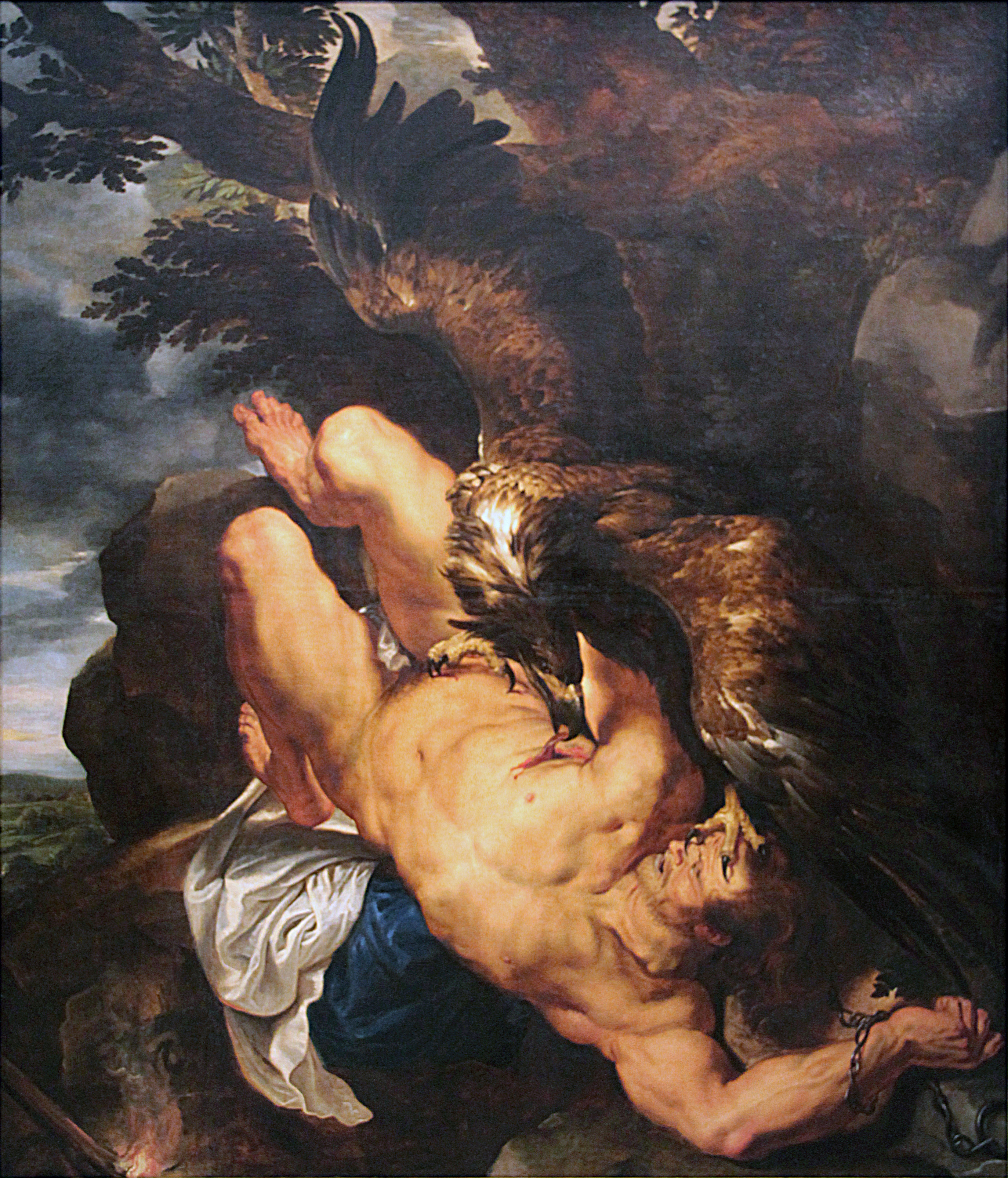
Prométhée supplicié de Pierre Paul Rubens. Prométhée est l'éponyme du prométhium.

Les noms de certains éléments ont une origine mythologique. Il peut s'agir de la mythologie germanique, comme dans le cas du cobalt (de l’allemand Kobold) et du nickel ainsi nommés par des mineurs superstitieux, ou des mythologies grecque (tel le prométhium) et nordique (thorium par exemple). La pratique de nommer un élément d'après un thème ou un personnage mythologiques a été particulièrement fréquente dans la période 1735-1830 qui a fourni huit noms ainsi formés.

### Tableau et dénombrement
Le tableau ci-dessous donne le nom actuel et l'étymologie des 118 éléments connus (2017).
| Numéro atomique | Nom           | Symbole chimique | Étymologie |
| --------------- | ------------- | ---------------- | --- |
| 1               | Hydrogène     | H                | Du grec ancien ὕδριος, húdrios pour eau et -gène signifiant engendrer. |
| 2               | Hélium        | He               | Du grec ancien Ἥλιος, Hḗlios pour le Soleil. |
| 3               | Lithium       | Li               | Du grec ancien λῐ́θος, líthos pour pierre. |
| 4               | Béryllium     | Be               | Dérivé de béryl,. |
| 5               | Bore          | B                | Dérivé de borax, lui-même de l'arabe بَوْرَق, bawraq, et du persan بوره, bure,. |
| 6               | Carbone       | C                | Du latin carbo pour charbon, charbon de bois, braise,. |
| 7               | Azote         | N                | De a- et de la racine grecque ζωτ-, zot-, le tout pour dépourvue de vie. Le symbole découle du latin nitrogenum pour conduisant au salpêtre. |
| 8               | Oxygène       | O                | Du grec ancien ὀξύς, oxús pour acide et -gène signifiant engendrer. |
| 9               | Fluor         | F                | Du latin fluere pour s'écouler. |
| 10              | Néon          | Ne               | Du grec ancien νέος, néos pour nouveau. |
| 11              | Sodium        | Na               | De l'arabe سوّاد, suwwād pour une plante riche en carbonate de sodium. Le symbole découle d'un nom alternatif du sodium, natrium, dérivé de natron. |
| 12              | Magnésium     | Mg               | Dérivé de Magnesia. |
| 13              | Aluminium     | Al               | Du latin alumen pour alun. |
| 14              | Silicium      | Si               | Du latin silex pour silex, pierre dure. |
| 15              | Phosphore     | P                | Du grec ancien φως, phôs et φέρω, pherô respectivement pour lumière et porter. |
| 16              | Soufre,       | S                | Incertaine. Peut-être de l'indo-européen *swelplos ou du latin sulpŭr, tous deux dérivés de l'indo-européen *swel pour brûler lentement, |
| 17              | Chlore        | Cl               | Du grec ancien χλωρός, khlôros pour jaune vert. |
| 18              | Argon         | Ar               | Du grec ancien ἀργόν (contraction de ἀεργόν), argón, le tout pour inactif. |
| 19              | Potassium     | K                | De l'anglais potash pour potasse. Le symbole découle de l'allemand Kallium. |
| 20              | Calcium       | Ca               | Du latin calx pour chaux,. |
| 21              | Scandium      | Sc               | Du latin Scandinavia pour Scandinavie. |
| 22              | Titane        | Ti               | Dérivé des titans en mythologie grecque. |
| 23              | Vanadium      | V                | Dérivé de Vanadis, un surnom de Freyja. |
| 24              | Chrome        | Cr               | Du grec ancien χρῶμα, khrỗma pour couleur. |
| 25              | Manganèse     | Mn               | Dérivé de Magnésie. |
| 26              | Fer           | Fe               | Du latin ferrum pour fer. |
| 27              | Cobalt        | Co               | De l'allemand Kobold,. |
| 28              | Nickel        | Ni               | De l'allemand Nickel pour lutin,. |
| 29              | Cuivre        | Cu               | Du latin cyprum, cǔprun pour cuivre. |
| 30              | Zinc          | Zn               | Du persan سنگ, sang pour pierre ou de l'allemand Zinke pour pointe (qui renvoie à l'aspect d'un cristal de zinc obtenu par refroidissement du métal en fusion). |
| 31              | Gallium,      | Ga               | Ambiguë. Soit du latin Gallia pour France, soit du latin gallus pour coq (faisant dans ce cas référence à son découvreur, Paul-Émile Le coq de Boisbaudran). |
| 32              | Germanium     | Ge               | Du latin Germania pour Germanie. |
| 33              | Arsenic       | As               | Ambiguë. Peut-être du grec ancien ἀρσενικόν, arsenikon, pour mâle et peut-être du persan زرنی, zarnī pour dorée,. |
| 34              | Sélénium      | Se               | Du grec ancien Σελήνη, Selếnê pour Lune. |
| 35              | Brome         | Br               | Du grec ancien βρῶμος, brômos pour puanteur. |
| 36              | Krypton       | Kr               | Du grec ancien κρυπτός, kruptós pour caché. |
| 37              | Rubidium      | Rb               | Du latin rubidus pour rouge sombre. |
| 38              | Strontium     | Sr               | De strontia (oxyde de strontium). |
| 39              | Yttrium,      | Y                | De yttria (oxyde d'yttrium), construit à partir d'Ytterby. |
| 40              | Zirconium,    | Zr               | Dérivé de zircon, |
| 41              | Niobium       | Nb               | De la fille de tantale Niobé. |
| 42              | Molybdène     | Mo               | Du grec ancien μόλυβδος, mólybdos pour plomb. |
| 43              | Technétium    | Tc               | Du grec ancien τεχνητός, tekhnêtos pour artificiel. |
| 44              | Ruthénium     | Ru               | Du latin Ruthenia pour Ruthénie,. |
| 45              | Rhodium       | Rh               | Du grec ancien ῥόδον, rhodon pour rose. |
| 46              | Palladium,    | Pd               | Dérivé de l'astéroïde Pallas. |
| 47              | Argent        | Ag               | Du latin argentum pour argent. |
| 48              | Cadmium,      | Cd               | Du latin cadmia pour pierre de Cadmus. |
| 49              | Indium        | In               | Dérivé d'indigo. |
| 50              | Étain         | Sn               | Incertaine. Du latin stagnum, d'origine incertaine, pour étain. |
| 51              | Antimoine,    | Sb               | Incertaine. Probablement du latin antimonium via l'arabe إثمد, iṯmid, lui-même issu du stibium ce dernier étant issu du grec στιβι, stibi pour trisulfure d'antimoine, le tout pouvant être issu de l'égyptien stm pour le sulfure. D'autres origines moins probables ont été suggérées : du grec ἀντίμόνος (antimonos) pour contre la solitude ou du français anti et moine pour contre les moines,. Le symbole découle du latin stibium pour trisulfure d'antimoine,. |
| 52              | Tellure       | Te               | Du latin tellus pour la Terre. |
| 53              | Iode          | I                | Du grec ancien ἰοειδής, iôèïdes pour coloré en violet. |
| 54              | Xénon         | Xe               | Du grec ancien ξένος, xénos pour étranger. |
| 55              | Césium        | Cs               | Du latin caesius pour bleu. |
| 56              | Baryum        | Ba               | Du grec ancien βαρύς, barús pour lourd. |
| 57              | Lanthane      | La               | Du grec ancien λανθάνω, lanthánō pour demeurer caché. |
| 58              | Cérium,       | Ce               | Dérivé de l'astéroïde Cérès. |
| 59              | Praséodyme    | Pr               | Du grec ancien πράσιος, prásios et δίδυμος, dídumos respectivement pour vert poireau et jumeau. |
| 60              | Néodyme       | Nd               | Du grec ancien νέος, néos et δίδυμος, dídumos pour respectivement nouveau et jumeau. |
| 61              | Prométhium    | Pm               | Dérivé de Prométhée. |
| 62              | Samarium,     | Sm               | Dérivé de samarskite (le minéral est nommé d'après Vassli Samarski-Bykhovets). |
| 63              | Europium      | Eu               | Dérivé d'Europe. |
| 64              | Gadolinium,   | Gd               | Dérivé de gadolinite (le minéral est nommé d'après Johan Gadolin). |
| 65              | Terbium,      | Tb               | De terbia (oxyde de terbium), construit à partir d'Ytterby. |
| 66              | Dysprosium    | Dy               | Du grec ancien δυσπρόσιτος, dusprósitos pour difficile à obtenir. |
| 67              | Holmium       | Ho               | Du latin Holmia pour Stockholm. |
| 68              | Erbium,       | Er               | De erbia (oxyde d'erbium), construit à partir d'Ytterby. |
| 69              | Thulium       | Tm               | Dérivé de Thulé pour Scandinavie. |
| 70              | Ytterbium,    | Yb               | De ytterbia (oxyde d'ytterbium), construit à partir d'Ytterby. |
| 71              | Lutécium      | Lu               | Dérivé de Lutèce. |
| 72              | Hafnium       | Hf               | Du latin Hafnia pour Copenhague. |
| 73              | Tantale       | Ta               | Dérivé du fils de Zeus Tantale. |
| 74              | Tungstène     | W                | Du suédois tung et sten respectivement pour lourd et pierre. Le symbole découle de l'allemand Wolfram, composé de Wolf pour loup et de Rahm pour saleté,. |
| 75              | Rhénium       | Re               | De l'allemand Rhenium, issu du latin Rhenus pour Rhin |
| 76              | Osmium        | Os               | Du grec ancien ὀσμή, osmế pour odeur. |
| 77              | Iridium       | Ir               | Du grec ancien ἶρις, îris pour arc-en-ciel. |
| 78              | Platine       | Pt               | De l'espagnol plata pour argent accompagné d’-ina, un diminutif espagnol. |
| 79              | Or            | Au               | Du latin aurum pour or. |
| 80              | Mercure       | Hg               | Du latin Mercurius pour le dieu Mercure. Le symbole découle d'hydrargyrum, du grec ancien ὑδράργυρος, hydrárguros pour eau-argent. |
| 81              | Thallium      | Tl               | Du latin thallus pour jeune pousse en référence au vert d'une raie de son spectre,. |
| 82              | Plomb         | Pb               | Du latin plumbum pour plomb. |
| 83              | Bismuth       | Bi               | De l'allemand Wismut d'origine inconnue (peut-être une contraction de l'allemand wis mat pour masse blanche), latinisé en bisemutum. |
| 84              | Polonium      | Po               | Du latin Polonia pour Pologne. |
| 85              | Astate        | At               | Du grec ancien άστατος, astatos, le tout pour instable. |
| 86              | Radon         | Rn               | Du latin radius pour rayon. |
| 87              | Francium      | Fr               | Dérivé de France. |
| 88              | Radium        | Ra               | Du latin radius pour rayon. |
| 89              | Actinium      | Ac               | Du grec ancien ἀκτῖνος, aktínos pour rayon. |
| 90              | Thorium       | Th               | Dérivé du dieu Thor. |
| 91              | Protactinium  | Pa               | Du grec ancien πρῶτος, prôtos pour avant et de actinium. |
| 92              | Uranium       | U                | Dérivé de la planète Uranus. |
| 93              | Neptunium     | Np               | Dérivé de la planète Neptune. |
| 94              | Plutonium     | Pu               | Dérivé de la planète naine Pluton. |
| 95              | Américium     | Am               | De America, par analogie avec l'europium et l'Europe,. |
| 96              | Curium        | Cm               | Dérivé de Marie et Pierre Curie, par analogie avec le gadolinium et Johan Gadolin. |
| 97              | Berkélium     | Bk               | Dérive de la ville de Berkeley, par analogie avec le terbium et Ytterby. |
| 98              | Californium   | Cf               | Dérivé de la Californie, sur le modèle du dysprosium : en retenant difficile à obtenir, les découvreurs ont justifié le nom californium par le fait que l'or a été difficile à obtenir en Californie (ruée vers l'or en Californie). |
| 99              | Einsteinium   | Es               | Dérivé d'Albert Einstein. |
| 100             | Fermium       | Fm               | Dérivé d'Enrico Fermi. |
| 101             | Mendélévium   | Md               | Dérivé de Dmitri Mendeleïev. |
| 102             | Nobélium      | No               | Dérivé d'Alfred Nobel. |
| 103             | Lawrencium    | Lr               | Dérivé d'Ernest Orlando Lawrence. |
| 104             | Rutherfordium | Rf               | Dérivé d'Ernest Rutherford. |
| 105             | Dubnium       | Db               | Dérivé de Doubna. |
| 106             | Seaborgium    | Sg               | Dérivé de Glenn Theodore Seaborg. |
| 107             | Bohrium       | Bh               | Dérivé de Niels Bohr. |
| 108             | Hassium       | Hs               | Du latin Hassia pour pays de Hesse. |
| 109             | Meitnérium    | Mt               | Dérivé de Lise Meitner. |
| 110             | Darmstadtium  | Ds               | Dérivé de la ville de Darmstadt. |
| 111             | Roentgenium   | Rg               | Dérivé de Wilhelm Röntgen. |
| 112             | Copernicium   | Cn               | Dérivé de Nicolas Copernic. |
| 113             | Nihonium      | Nh               | Dérivé de 日本, Nihon, un des noms du Japon. |
| 114             | Flérovium,    | Fl               | Dérivé de Flerov Laboratory of Nuclear Reactions (le laboratoire est nommé d'après Gueorgui Fliorov). |
| 115             | Moscovium     | Mc               | Dérivé de la région de Moscou. |
| 116             | Livermorium   | Lv               | Dérivé de Lawrence Livermore National Laboratory. |
| 117             | Tennesse      | Ts               | Dérivé du Tennessee. |
| 118             | Oganesson     | Og               | Dérivé d'Iouri Oganessian. |

Ce tableau révèle ainsi, de manière avérée ou supposée, que : 34 noms d'éléments sont issus d'une propriété (dont 12 de couleurs) ; 30 d'un lieu terrestre ; 19 d'une roche, d'un minéral ou d'un composé chimique ; 17 d'une personne ayant existé, 11 d'un concept mythologique ; 8 d'un objet céleste. Certains noms entrent dans plusieurs catégories (yttrium par exemple) et  des hypothèses multiples existent concernant l'étymologie de quelques éléments (gallium par exemple).

## Anciens noms
Les noms des éléments chimiques ayant parfois évolué au fil des progrès de la science, certains ne sont plus utilisés. Ces anciens noms se répartissent en deux catégories : ceux utilisés ou proposés pour un élément connu (comme nielsbohrium pour désigner le bohrium) et ceux associés à des objets pris par erreur pour des éléments (comme didyme pour désigner initialement un élément hypothétique).

### Anciennes propositions de noms ou appellations d'éléments connus
Le tableau ci-dessous répertorie de manière non exhaustive d'anciennes propositions de noms ou appellations d'éléments connus. Pour les anciennes appellations des isotopes, voir Appellations historiques des isotopes.
| Nom                    | Numéro atomique | Symbole chimique | Étymologie | Description                                                                                          | Année de proposition                                                |
| ---------------------- | --------------- | ---------------- | --- | --- | ------------------------------------------------------------------- |
| Plutonium,             | 56              |                  | | Nom proposé pour le baryum.                                                                          | 1812                                                                |
| Glucinium              | 4               | Gl               | Dérivé de glucine. | Ancienne appellation du béryllium.                                                                   | postérieur à l'année de proposition du glucium (1808)               |
| Glucium                | 4               | Gl               | Dérivé de glucine. | Ancienne appellation du béryllium.                                                                   | 1808                                                                |
| Rutherfordium,         | 103             | Rf               | Dérivé d'Ernest Rutherford. | Ancienne appellation du lawrencium et du seaborgium (voir Controverse sur le nom des transfermiens). | 1967                                                                |
| Rutherfordium,         | 106             | Rf               | Dérivé d'Ernest Rutherford. | Ancienne appellation du lawrencium et du seaborgium (voir Controverse sur le nom des transfermiens). | 1969                                                                |
| Kourchatovium,         | 104             | Ku               | Dérivé d'Igor Kourtchatov. | Ancienne appellation du rutherfordium (voir Controverse sur le nom des transfermiens).               | 1966                                                                |
| Dubnium,               | 104             |                  | Dérivé de Doubna. | Ancienne appellation du rutherfordium (voir Controverse sur le nom des transfermiens).               | 1994                                                                |
| Joliotium,             | 102             | Jl               | Dérivé d'Irène Joliot-Curie pour le joliotium de numéro atomique 102 et de Frédéric Joliot-Curie pour le joliotium de numéro atomique 105. | Ancienne appellation du nobélium et du dubnium (voir Controverse sur le nom des transfermiens).      | 1956                                                                |
| Joliotium,             | 105             | Jl               | Dérivé d'Irène Joliot-Curie pour le joliotium de numéro atomique 102 et de Frédéric Joliot-Curie pour le joliotium de numéro atomique 105. | Ancienne appellation du nobélium et du dubnium (voir Controverse sur le nom des transfermiens).      | 1994                                                                |
| Hahnium,               | 105             | Ha               | Dérivé d'Otto Hahn. | Ancienne appellation du dubnium (voir Controverse sur le nom des transfermiens).                     | 1970                                                                |
| Nielsbohrium,          | 105             |                  | Dérivé de Niels Bohr. | Ancienne appellation du dubnium et du bohrium (voir Controverse sur le nom des transfermiens).       | 1970                                                                |
| Nielsbohrium,          | 107             |                  | Dérivé de Niels Bohr. | Ancienne appellation du dubnium et du bohrium (voir Controverse sur le nom des transfermiens).       |                                                                     |
| Hahnium                | 108             | Hn               | Dérivé d'Otto Hahn. | Ancienne appellation du hassium (voir Controverse sur le nom des transfermiens).                     | 1994                                                                |
| Celtium,               | 72              | Ct               | Dérivé des Celtes. | Ancienne appellation du hafnium.                                                                     | 1907                                                                |
| Danium                 | 72              |                  | | Ancienne appellation du hafnium.                                                                     | 1923                                                                |
| Oceanium,              | 72              |                  | Dérivé du titan Océanos. | Ancienne appellation du hafnium.                                                                     | 1918                                                                |
| Alabamine              | 85              | Ab               | Dérivé d'Alabama. | Ancienne appellation de l'astate.                                                                    | 1932                                                                |
| Dakin                  | 85              |                  | Probablement dérivé de Dacca. | Ancienne appellation de l'astate.                                                                    | 1937                                                                |
| Dacinium               | 85              |                  | | Ancienne appellation de l'astate.                                                                    |                                                                     |
| Dekhine                | 85              |                  | Dérivé de dakin et eka-iodine (éka-iode en anglais).                                                                                       | Ancienne appellation de l'astate.                                                                    | 1947                                                                |
| Dor,                   | 85              | Do               | De dor. | Ancienne appellation de l'astate.                                                                    | 1944                                                                |
| Helvetium,             | 85              | Hv               | D'après la Suisse. | Ancienne appellation de l'astate.                                                                    |                                                                     |
| Anglo-helvetium,       | 85              | Ah               | D'après l'Angleterre et la Suisse. | Ancienne appellation de l'astate.                                                                    |                                                                     |
| Leptine                | 85              |                  | Du grec ancien λεπτός, leptós pour subtil.                                                                                                 | Ancienne appellation de l'astate.                                                                    | 1943                                                                |
| Viennium               | 85              |                  | Dérivé de Vienne. | Ancienne appellation de l'astate.                                                                    |                                                                     |
| Éka-iode               | 85              |                  | | Ancienne appellation de l'astate.                                                                    |                                                                     |
| Russium                | 87              |                  | Dérivé de Russie. | Ancienne appellation du francium.                                                                    | 1925                                                                |
| Alkalinium             | 87              |                  | | Ancienne appellation du francium.                                                                    | 1926                                                                |
| Virginium              | 87              | Vi Vm            | Dérivé de Virginie. | Ancienne appellation du francium.                                                                    | 1929                                                                |
| Moldavium              | 87              | Ml               | Dérivé de Moldavie. | Ancienne appellation du francium.                                                                    | 1937                                                                |
| Éka-césium             | 87              |                  | | Ancienne appellation du francium.                                                                    |                                                                     |
| Dvi-rubidium           | 87              |                  | | Ancienne appellation du francium.                                                                    |                                                                     |
| Catium                 | 87              |                  | Dérivé de cation. | Ancienne appellation du francium.                                                                    |                                                                     |
| Éka-manganèse          | 43              | Em               | | Ancienne appellation du technétium.                                                                  |                                                                     |
| Masurium               | 43              | Ma               | Dérivé de Masurie. | Ancienne appellation du technétium.                                                                  |                                                                     |
| Nipponium              | 43              | Np               | Dérivé de nippon. | Ancienne appellation du technétium.                                                                  |                                                                     |
| Moseleyum              | 43              | Ms               | D'après Henry Moseley. | Ancienne appellation du technétium.                                                                  | 1925                                                                |
| Davyum,                | 43              | Da               | | Ancienne appellation du technétium.                                                                  | 1877                                                                |
| Davyium,               | 43              | Dm               | | Ancienne appellation du technétium.                                                                  | 1910                                                                |
| Polinium,              | 43              |                  | Du grec ancien πολῐός, poliós pour gris.                                                                                                   | Ancienne appellation du technétium.                                                                  | 1828                                                                |
| Ilmenium               | 43              | Il               | | Ancienne appellation du technétium.                                                                  | 1846                                                                |
| Pelopium               | 43              | Pe Pl            | | Ancienne appellation du technétium.                                                                  | 1847                                                                |
| Lucium                 | 43              |                  | | Ancienne appellation du technétium.                                                                  | 1896                                                                |
| Néomolybdène,          | 43              |                  | | Ancienne appellation du technétium.                                                                  | 1917                                                                |
| Dvi-manganèse          | 75              | Dm               | | Ancienne appellation du rhénium.                                                                     |                                                                     |
| Néotungstène,          | 75              |                  | | Ancienne appellation du rhénium.                                                                     | 1917                                                                |
| Brévium,               | 91              | Bv               | Dérivé de bref. | Ancienne appellation du protactinium.                                                                | 1913                                                                |
| Protoactinium,         | 91              |                  | Pour « parent de l'actinium ». | Ancienne appellation du protactinium.                                                                | 1918                                                                |
| Scheelium              | 74              | W                | Dérivé de Carl Wilhelm Scheele. | Nom proposé pour le tungstène.                                                                       | 1811                                                                |
| Emanium                | 89              |                  | | Ancien nom de l'actinium.                                                                            | 1904                                                                |
| Magnium                | 12              |                  | | Nom proposé pour le magnésium.                                                                       | 1808                                                                |
| Talcinium              | 12              |                  | Dérivé de l'allemand Talkerde pour oxyde de magnésium.                                                                                     | Nom proposé pour le magnésium.                                                                       | 1828                                                                |
| Boracium               | 5               |                  | | Nom proposé pour le bore.                                                                            | 1808                                                                |
| Nitrogène,             | 7               |                  | Construit sur le modèle d'oxygène. | Nom proposé pour l'azote.                                                                            |                                                                     |
| Alkaligène             | 7               |                  | Dérivé d'alkali. | Nom proposé pour l'azote.                                                                            |                                                                     |
| Oxy-fluorique          | 9               |                  | | Ancienne appellation du fluor.                                                                       |                                                                     |
| Phtore                 | 9               |                  | Du grec ancien φθόρος, phthóros pour destructeur.                                                                                          | Ancienne appellation du fluor.                                                                       |                                                                     |
| Fluore                 | 9               |                  | | Ancienne appellation du fluor.                                                                       |                                                                     |
| Natrium                | 11              |                  | | Ancien nom du sodium.                                                                                |                                                                     |
| Kalium                 | 19              |                  | | Ancien nom du potassium.                                                                             |                                                                     |
| Wolframium             | 74              |                  | | Ancien nom du tungstène.                                                                             |                                                                     |
| Éka-aluminium          | 31              | Ea               | | Ancien nom du gallium (élément prédit par Dmitri Mendeleïev).                                        |                                                                     |
| Éka-bore               | 21              | Eb               | | Ancien nom du scandium (élément prédit par Dmitri Mendeleïev).                                       |                                                                     |
| Éka-silicium           | 32              | Es               | | Ancien nom du germanium (élément prédit par Dmitri Mendeleïev).                                      |                                                                     |
| Panchromium,           | 23              |                  | Du grec pour toutes les couleurs. | Ancien nom du vanadium.                                                                              | 1801 ou 1802                                                        |
| Erythronium,           | 23              |                  | Du grec ancien ἐρυθρός, eruthrós pour rouge.                                                                                               | Ancien nom du vanadium.                                                                              | postérieur à l'année de proposition de l'érythronium (1801 ou 1802) |
| Metallum problematicum | 52              |                  | | Ancien nom du tellure.                                                                               | 1783                                                                |
| Ceresium               | 46              |                  | Dérivé de l'astéroïde Cérès. | Nom proposé pour le palladium.                                                                       | 1802                                                                |
| Columbium,             | 41              | Cb Cl            | | Ancien nom du niobium.                                                                               |                                                                     |
| Colombium,             | 41              |                  | | Ancien nom du niobium.                                                                               | 1802                                                                |
| Néo-ytterbium,         | 70              | Ny               | Dérivé d'ytterbium auquel a été ajouté le préfixe « néo ».                                                                                 | Ancien nom de l'ytterbium.                                                                           | 1908                                                                |
| Aldebaranium           | 70              | Ad               | Dérivé de l'étoile Aldébaran. | Ancien nom de l'ytterbium.                                                                           | 1907                                                                |
| Cassiopeium            | 71              | Cp               | Dérivé de la constellation Cassiopée. | Ancien nom du lutécium.                                                                              | 1907                                                                |
| Éosium,                | 36              |                  | Dérivé d'Éos. | Nom proposé pour le krypton.                                                                         | 1898                                                                |
| Donarium               | 90              |                  | | Ancien nom du thorium.                                                                               | 1851                                                                |
| Wasium                 | 90              |                  | | Ancien nom du thorium.                                                                               | 1862                                                                |
| Bohemium               | 93              |                  | | Ancien nom du neptunium.                                                                             |                                                                     |
| Sequanium              | 93              |                  | | Ancien nom du neptunium.                                                                             | 1939                                                                |
| Ausonium               | 93              |                  | | Ancien nom du neptunium.                                                                             | 1934                                                                |
| Hesperium              | 94              |                  | | Ancien nom du plutonium.                                                                             | 1934                                                                |
| Helion,                | 2               |                  | | Nom proposé pour l'hélium.                                                                           |                                                                     |
| Aeron                  | 18              |                  | Du grec ancien ἀήρ, aếr pour air. | Nom proposé pour l'argon.                                                                            |                                                                     |
| Lithion,               | 3               |                  | Du grec ancien λίθος, líthos pour pierre.                                                                                                  | Ancien nom du lithium.                                                                               | Signalé en 1818.                                                    |
| Ochroite               | 58              |                  | Du grec ancien ὦχρος, ôkhros pour pâle. | Nom proposé pour le cérium.                                                                          |                                                                     |
| Cererium               | 58              |                  | Dérivé de cérium. | Nom proposé pour le cérium.                                                                          |                                                                     |
| Bastium                | 58              |                  | | Ancien nom du cérium.                                                                                |                                                                     |
| Junonium               | 58              |                  | | Ancien nom du cérium.                                                                                |                                                                     |
| Klaprothium,           | 48              |                  | Dérivé de Martin Heinrich Klaproth. | Ancien nom du cadmium.                                                                               | 1818                                                                |
| Kadmium                | 48              |                  | | Ancien nom du cadmium.                                                                               | 1817                                                                |
| Melinum,               | 48              |                  | Du latin melinus pour couleur du coing. | Ancien nom du cadmium.                                                                               |                                                                     |
| Aeron                  | 18              |                  | Du grec ancien ἀήρ, aếr pour air. | Nom proposé pour l'argon.                                                                            |                                                                     |
| Nobélium,              | 100             |                  | | Nom proposé pour le fermium.                                                                         |                                                                     |
| Ucalium                | 100             |                  | Dérivé d'université de Californie. | Nom proposé pour le fermium.                                                                         |                                                                     |
| Anlium                 | 100             |                  | Dérivé d'ANL pour l'anglais Argonne National Laboratory (laboratoire national d'Argonne)                                                   | Nom proposé pour le fermium.                                                                         |                                                                     |
| Losalium               | 100             |                  | Dérivé de Los Alamos. | Nom proposé pour le fermium.                                                                         |                                                                     |
| Centurium,             | 100             | Ct               | | Ancien nom du fermium.                                                                               | Années 1950.                                                        |
| Athenium,              | 99              | Am               | | Ancien nom de l'einsteinium.                                                                         | Années 1950.                                                        |
| Arconium               | 99              |                  | Dérivé d'Arco dans l'Idaho. | Nom proposé pour l'einsteinium.                                                                      | Entre 1954 et 1955.                                                 |

### Noms associés à des découvertes non confirmées
Le tableau ci-dessous répertorie de manière non exhaustive des noms associés à des découvertes non confirmées d'éléments.
| Nom        | Symbole chimique | Étymologie                                   | Description |
| ---------- | ---------------- | -------------------------------------------- | --- |
| Actinium,  |                  | Du grec ancien ἀκτῖνος, aktínos pour rayon.  | Identifié par Thomas Lamb Phipson dans un pigment (découverte publiée en 1881), mélange de sulfate de baryum et de sulfure de zinc. La découverte ne fut jamais confirmée. |
| Austrium   | Aus              | D'après l'Autriche.                          | Appellation de deux éléments dont les découvertes ne sont pas confirmées. Également utilisé un temps pour le gallium avant de s'apercevoir que les deux éléments sont identiques. La découverte du premier austrium est annoncée en 1792, celle du deuxième, identique au gallium, est annoncée en 1886 et celle du troisième en 1900.         |
| Neutronium | Nn               |                                              | Élément constitué de neutrons dont l'existence est supposée au début du XXe et dont la découverte n'est pas confirmée. |
| Thalium,   |                  |                                              | Identifié par David Dale Owen dans un minéral qu'il nomme « thalite », la découverte de l'élément est annoncée en 1852. Initialement considéré comme un métal alcalino-terreux par son découvreur, Owen admettra que sa découverte est erronée : l'oxyde découvert est un mélange de chaux, magnésie et silice.                                |
| Didyme     |                  | Du grec ancien δίδυμος, dídumos pour jumeau. | Identifié par Carl Gustaf Mosander (découverte publiée en 1842). Initialement considéré comme un nouvel élément, il sera décomposé en 1885 en deux autres éléments, le néodyme et le praséodyme, par Carl Auer von Welsbach. |
| Gnomium    |                  | Dérivé de gnome.                             | Élément hypothétique dont la découverte est annoncée en 1889. Son existence a été supposée par F. W. Schmidt et Gerhard Krüss dans le but de résoudre une anomalie des masses atomiques entre le nickel et le cobalt. L'existence du gnomium ne sera jamais confirmée.                                                                         |
| Monium     |                  | Pour « seul ».                               | Élément hypothétique identifié par William Crookes qui annonça sa découverte en 1898. Initialement nommé « monium », Crookes préfèrera ensuite « victorium ». Georges Urbain montrera que le victorium n'est pas un nouvel élément. |
| Victorium  | Vc               | Probablement dérivé de la reine Victoria.    | Élément hypothétique identifié par William Crookes qui annonça sa découverte en 1898. Initialement nommé « monium », Crookes préfèrera ensuite « victorium ». Georges Urbain montrera que le victorium n'est pas un nouvel élément. |
| Coronium   |                  |                                              | Élément hypothétique identifié dans la couronne solaire par association à une raie verte découverte en 1869 et initialement déterminée à 530,326 nm. Cette raie s'est finalement avérée être issue de Fe13+. |
| Wasium     | Ws               | Dérivé de dynastie Vasa.                     | Identifié par Johann Friedrich Bahr dans un minéral de l'île de Rönsholm (initialement considéré comme de l'orthite) puis dans de la gadolinite, ce nouveau métal d'une masse volumique déterminée de 3,726 g cm−3 dont la découverte est annoncée en 1862 n'a jamais été retrouvé, Bahr reconnaissant par la suite son inexistence.           |
| Nebulium   |                  |                                              | Élément dont la présence est hypothétisée en 1868 par William Huggins dans le spectre de nébuleuses du fait de l'observation de raies spectrales alors non identifiées (à 372,6 nm, 372,9 nm, 495,9 nm et 500,7 nm). Ces raies ce sont révélées être des raies interdites de l'azote et de l'oxygène, rendant caduque l'existence du nébulium. |

## Suffixes

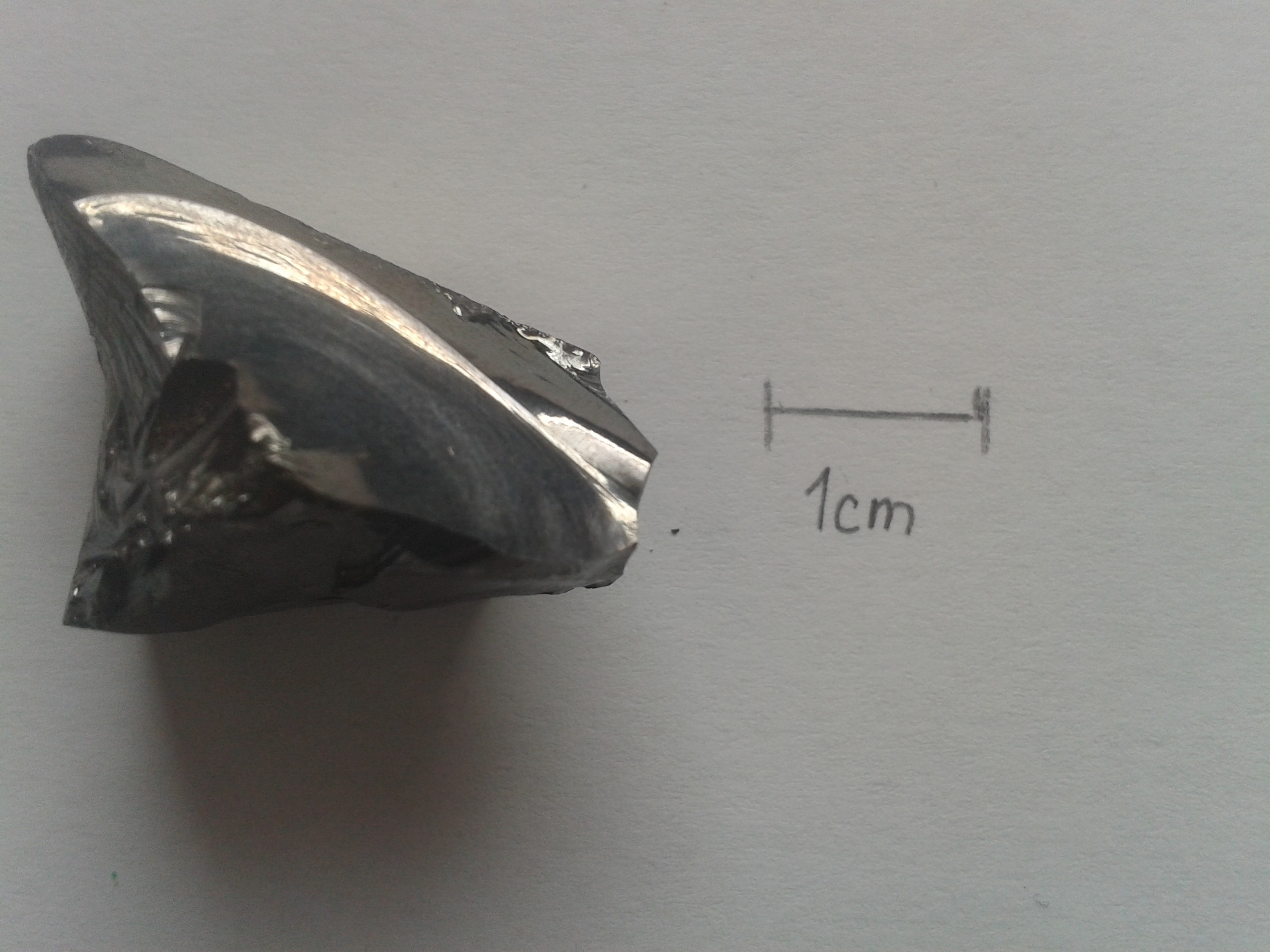
Cristal de sélénium. L'apparence métallique de l'élément est à l'origine de son suffixe « -ium ».

Les 17 éléments nommés avant 1784, c'est-à-dire tous ceux découverts jusqu'au tungstène (y compris celui-ci), ne possèdent pas de suffixe discernable. Il s'agit du phosphore, du soufre, du manganèse, du fer, du cobalt, du nickel, du cuivre, du zinc, de l'arsenic, de l'argent, de l'étain, de l'antimoine, du tungstène, de l'or, du mercure, du plomb et du bismuth.
La majorité des éléments chimiques ont pour suffixe « -ium », utilisé initialement pour les éléments métalliques. Néanmoins, quelques éléments qui ne sont pas des métaux possèdent ce suffixe, tels que le sélénium et l'hélium, le premier car son découvreur l'a considéré comme un métal de par son apparence et le second car aucune de ses propriétés n'étaient connues lors de sa découverte par spectroscopie,.
Tous les éléments du groupe 18, excepté par conséquent l'hélium, se terminent en « -on ». Ce dernier suffixe est issu pour les quatre premiers membres le possédant dans la classification périodique (néon, argon, krypton et xénon) de la translittération d'adjectifs grecs pour les désigner. Pour les deux suivants (radon et oganesson), le suffixe a été ajouté pour marquer leur appartenance au groupe 18,. Enfin, en français, contrairement à l'anglais qui utilise le suffixe « -ine », les halogènes n'ont pas de suffixe sinon « e ».

## Symbole chimique

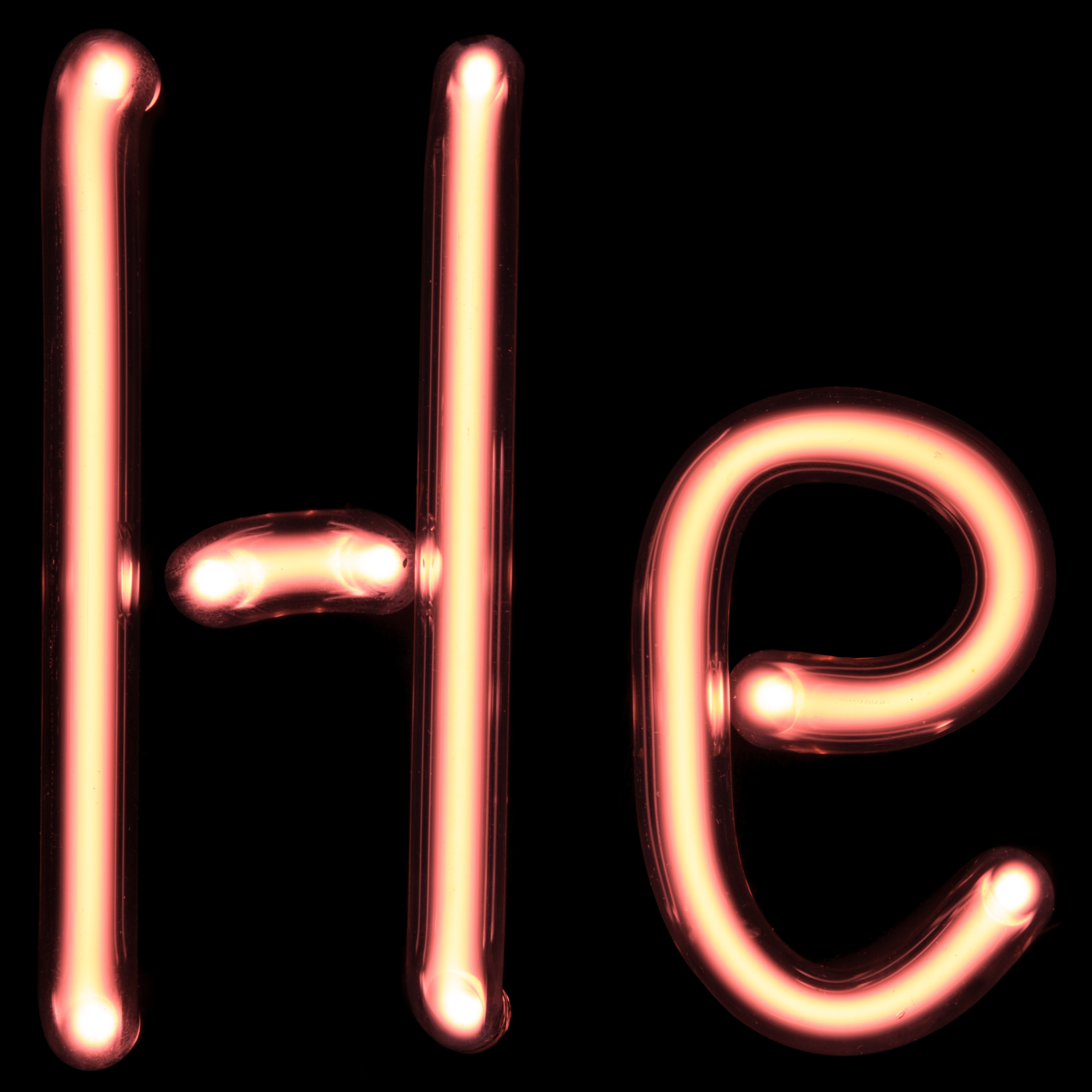
Tubes à gaz dont la structure reprend le symbole chimique de l'élément qu'ils contiennent : l'hélium (He).

Une fois qu'un élément a été nommé, un symbole d'une, deux ou trois lettres lui est attribué de telle sorte qu'il puisse facilement être identifié dans une formule chimique ou dans tout autre contexte comme le tableau périodique. La première lettre est toujours capitalisée. Le symbole est souvent une abréviation du nom de l'élément, mais parfois ils ne concordent pas quand le symbole est basé sur un mot non français (ex. : « Au » pour l'or, aurum en latin, et « W » pour le tungstène, Wolfram en allemand,). Le symbole de quelques éléments a été changé au cours de l'histoire, tels A puis Ar pour l'argon, Yt puis Y pour l'yttrium et Az puis N pour l'azote,.
L'hydrogène a la particularité de posséder des isotopes qui ont un nom et un symbole en propre. Ainsi l'hydrogène 2, de symbole classique 2H, s'appelle aussi (et même plus fréquemment) deutérium avec pour symbole D et l'hydrogène 3, de symbole classique 3H, s'appelle aussi tritium avec pour symbole T. L'hydrogène 1, 1H, est également appelé protium. Les noms et symboles de ces trois isotopes ont été proposés par Harold Clayton Urey en 1933. Quelques isotopes d'autres éléments ont également eu leurs nom et symbole comme les isotopes 219, 220 et 222 du radon nommés respectivement actinon (Ac), thoron (Tn) et radon (Rn), mais ils ne sont plus utilisés aujourd'hui.

## Noms temporaires
En 1979, durant la guerre des transfermiens, l'Union internationale de chimie pure et appliquée (UICPA) publie des recommandations pour la dénomination systématique des éléments non encore nommés ou non encore découverts en tant que marque substitutive, jusqu'à ce que la découverte de l'élément soit confirmée et qu'un nom permanent lui soit attribué, (ce qui donne par exemple unnilhexium de symbole Unh pour l'élément 106). Ces recommandations ont été ignorées par les groupes de recherche impliqués dans la guerre des transfermiens mais sont néanmoins utilisées dans le cadre de la procédure aboutissant à un nom définitif pour un élément récemment découvert.
Depuis 2002, la division de chimie organique de l'UICPA est le corps officiel responsable de l'attribution des noms aux nouveaux éléments, le conseil de l'UICPA prenant la décision finale,.

## Éléments prédits
Les noms des éléments prédits par Mendeleïev se composent d'un préfixe sanskrit (éka, dwi ou tri) associé à un nom d'un élément déjà découvert (ex. : éka-aluminium pour le gallium et éka-silicium pour le germanium).

## Controverses sur les noms
Lors de découvertes (ou considérées comme telles) de multiples d'éléments, les noms adoptés étaient liés à l'usage plus qu'à l'attribution des découvertes, ce qui dans certains cas a provoqué des controverses quant aux noms à retenir.
Le nom de l'élément 41 a été l'objet d'une controverse de par l'histoire de sa découverte. Celui-ci a ainsi initialement été connu sous l'appellation « columbium », nom proposé par son découvreur Charles Hatchett en 1802,. Il a ensuite été redécouvert et nommé « niobium » en 1844 par Heinrich Rose alors qu'il était suggéré erronément que le columbium était identique au tantale. Les deux noms ont été utilisés sans distinction jusqu'en 1949, année où l'Union internationale de chimie pure et appliquée (UICPA) retient le seul nom de  niobium. L'usage de columbium persiste néanmoins dans les milieux anglo-saxons reliés à la métallurgie,.
L'histoire complexe de la découverte de l'élément 72 a conduit à une controverse entre deux noms proposés : celtium et hafnium. En 1911 (découverte annoncée en 1907), Georges Urbain publie la découverte de l'élément 72 qu'il nomme « celtium » (d'après les Celtes). Cependant, en 1923, George de Hevesy et Dirk Coster annoncent la découverte du même élément, qu'ils nomment « hafnium ». La communauté scientifique est alors divisée : le nom de hafnium est soutenu par la revue Nature et par Niels Bohr tandis que la revue Chemistry & Industry, Ernest Rutherford (dans un premier temps) et la presse française soutiennent celui de celtium. Les partisans de l'un ou l'autre des groupes ne se reposent pas uniquement sur des arguments scientifiques, les annonces des découvertes ayant été réalisées dans un contexte de nationalisme, de changements profonds dans les méthodes utilisées en chimie et de développement de la théorie atomique. Dans un but de neutralité, l'UICPA ne reconnaît initialement aucune des découvertes de l'élément 72, avant de considérer que les deux noms de l'élément concerné devraient être utilisés sans distinction. Puis, avec le temps, le nom hafnium s'impose.
Les noms de transfermiens, notamment les éléments synthétiques rutherfordium (numéro atomique 104) et dubnium (numéro atomique 105), ont aussi conduit à quelques débats à partir de leur découverte dans les années 1970, à l'origine de la controverse sur le nom des transfermiens. Celle-ci implique un groupe de recherche de Berkeley et un groupe de Doubna, revendiquant tous deux la découverte des deux éléments sus-mentionnés et par conséquent le droit de les nommer. Berkeley souhaite donner les noms « rutherfordium » et « hahnium » quand Doubna penche pour « kourchatovium » et « nielsbohrium », respectivement pour les éléments 104 et 105. « Seaborgium » est également proposé par Berkeley pour l'élément de numéro atomique 106, ce qui entraîne des critiques de par le fait qu'il s'agirait du premier élément ayant pour éponyme une personne (Glenn Theodore Seaborg) encore vivante lors de l'attribution du nom, et contribue ainsi à la controverse. Dans les années 1990, l'UICPA crée une liste des noms reconnus des éléments 104 à 109 : les éléments 104 à 106 sont respectivement nommés « dubnium », « joliotium » et « rutherfordium ». Devant les critiques, notamment de la part des États-Unis, l'UICPA reconsidère ses choix et une nouvelle liste est publiée en 1997, soldant définitivement la controverse, les éléments 104 à 106 étant finalement nommés de manière respective « rutherfordium », « dubnium » et « seaborgium »,,.